# Christiane Krause (Leichtathletin)
Christiane Krause (* 14. Dezember 1950 in Berlin) ist eine ehemalige deutsche Sprinterin, die für die Bundesrepublik startete.
Bei den Olympischen Spielen 1972 in München war sie die Startläuferin des bundesdeutschen Quartetts in der 4-mal-100-Meter-Staffel. Zusammen mit Ingrid Mickler, Annegret Richter und Heide Rosendahl gewann sie die Goldmedaille in 42,81 s.
Sie startete bei diesen Spielen auch im 200-Meter-Lauf, schied aber im Zwischenlauf aus. 1973 wurde sie bei den Halleneuropameisterschaften in Rotterdam Fünfte im 60-Meter-Lauf und gewann als Startläuferin der 4-mal-1-Runden-Staffel Gold zusammen mit Annegret Richter, Inge Helten und Rita Wilden. Bei den Europameisterschaften 1974 wurde sie in 23,78 s Siebte über 200 Meter.
Christiane Krause startete für den ASC Darmstadt. In ihrer aktiven Zeit war sie 1,64 m groß und wog 54 kg.
Die gebürtige Berlinerin lebte nach ihrer aktiven Laufbahn mit ihrem 2010 verstorbenen Ehemann Hans-Joachim Todd lange Jahre in Hamburg, bevor sie 2011 nach Sonthofen verzog, wo sie als Rollstuhlcoach arbeitet.

## Bestleistungen
- 100 m: 11,45 s, 23. Juli 1972, München
- 200 m: 23,17 s, 7. September 1972, München